# Fassuta
Fassuta (hebr. פסוטה; arab. فسّوطه; ang. Fassuta) – samorząd lokalny położony w Dystrykcie Północnym, w Izraelu.

## Położenie
Miejscowość Fassuta jest położona na wysokości 626 metrów n.p.m. na górzystym płaskowyżu w północnej części Górnej Galilei. Na północnym wschodzie znajduje się wadi strumienia Biranit, za którym wznosi się góra Har Biranit (780 m n.p.m.). Wadi Biranit przechodzi w kierunku północnym i następnie zachodnim w wadi strumienia Szarach. Za nim wznoszą się szczyty Har Conam (673 m n.p.m.), Har Avi'ad (586 m n.p.m.) i Har Sar Szalom (616 m n.p.m.). Po stronie południowej przebiega głębokie wadi strumienia Keziw, do którego spływa strumień Zavit. Okoliczne wzgórza są w większości zalesione. Teren opada w kierunku północno-zachodnim. W otoczeniu znajdują się miasto Ma’alot-Tarszicha, moszawy Goren, Ewen Menachem, Szetula, Netu’a, Elkosz i Curi’el, oraz wioski komunalne Abbirim, Gornot ha-Galil i Mattat. W odległości około 2,5 km na północny wschód przebiega granica z Libanem. Na górze Har Biranit znajduje się baza wojskowa Biranit, będąca siedzibą 91 Dywizji Terytorialnej Galil.

### Podział administracyjny
Fassuta jest położona w Poddystrykcie Akki, w Dystrykcie Północnym.

## Demografia
Zgodnie z danymi Izraelskiego Centrum Danych Statystycznych w 2011 roku w Fassuta żyło ponad 2,9 tys. mieszkańców, z czego 99,8% Arabowie chrześcijanie i 0,2% Arabowie muzułmanie. Wskaźnik wzrostu populacji w 2011 roku wynosił 0,0%. Zgodnie z danymi Izraelskiego Centrum Danych Statystycznych średnie wynagrodzenie pracowników w Fassuta w 2009 roku wynosiło 5061 ILS (średnia krajowa 7070 ILS).
| Wiek (w latach) | Procent populacji w % |
| --------------- | --------------------- |
| 0 – 4           | 7,7                   |
| 5 – 9           | 8,1                   |
| 10 – 14         | 8,6                   |
| 15 – 19         | 9,8                   |
| 20 – 29         | 14,0                  |
| 30 – 44         | 21,5                  |
| 45 – 59         | 17,0                  |
| 60 – 64         | 3,6                   |
| 65 –            | 9,7                   |

Źródło danych: Central Bureau of Statistics.

## Historia

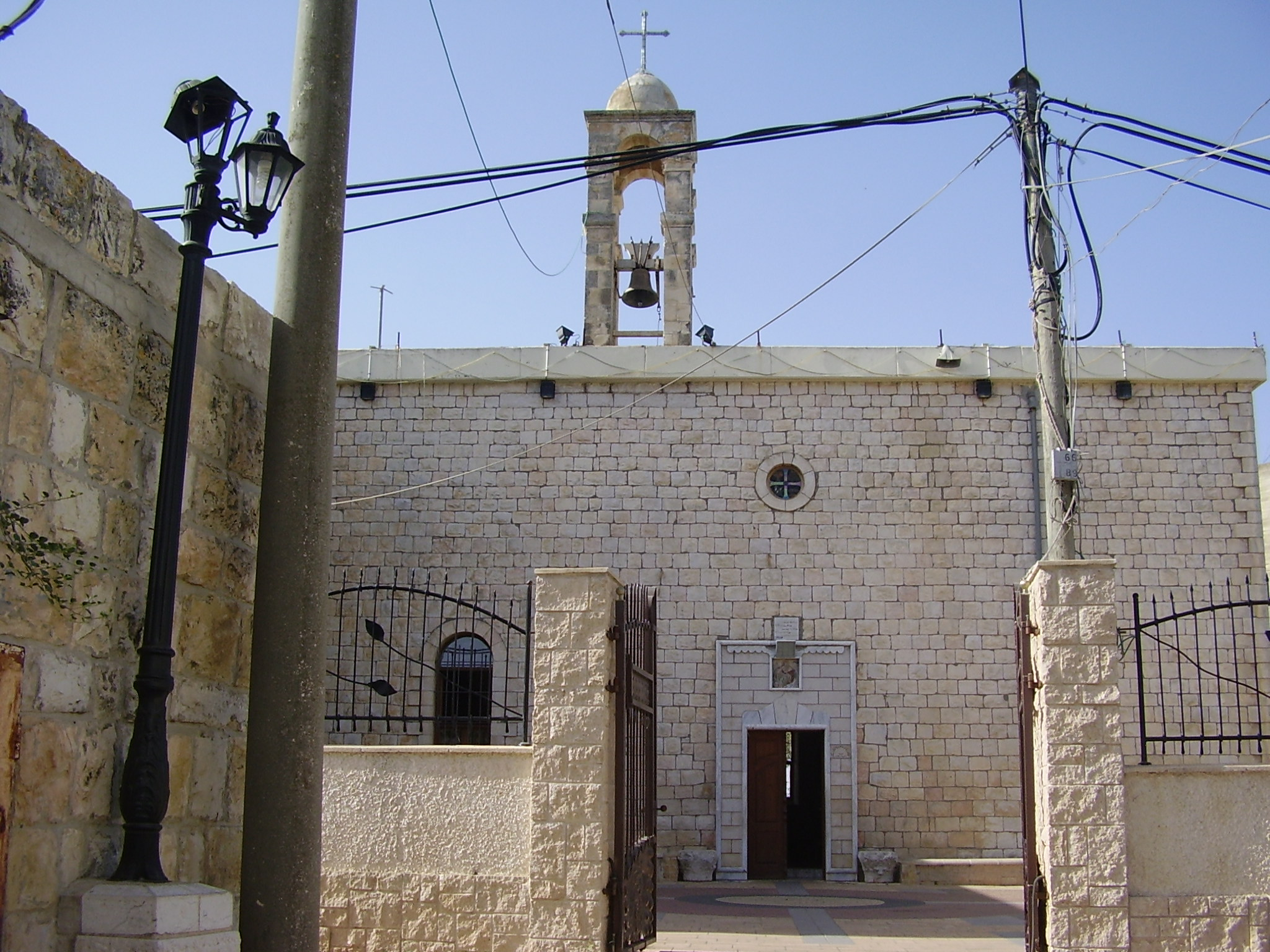
Kościół Mar Elias w Fassuta

W I wieku istniała w tym miejscu żydowska wioska Mifszata (hebr. מפשטה). Była ona wspominana przez Talmud i Misznę. Później krzyżowcy wybudowali tutaj zamek, który nazwali Fassove. Po jego zniszczeniu, na ruinach zamku powstała współczesna arabska wioska Fassuta. W 1596 roku była to niewielka wioska liczącą 12 muzułmańskich gospodarstw domowych. Jej mieszkańcy utrzymywali się z upraw pszenicy, jęczmienia, owoców oraz hodowli kóz i uli. W połowie XVIII wieku osiedliła się tutaj ludność chrześcijańska (maronici) pochodząca z Libanu i Syrii. W wyniku I wojny światowej w 1918 roku cała Palestyna przeszła pod panowanie Brytyjczyków. Przyjęta 29 listopada 1947 roku Rezolucja Zgromadzenia Ogólnego ONZ nr 181 w sprawie podziału Palestyny przyznawała ten rejon państwu arabskiemu. Podczas wojny domowej w Mandacie Palestyny na początku 1948 roku w okolicy tej stacjonowały siły Arabskiej Armii Wyzwoleńczej, które paraliżowały żydowską komunikację w całym obszarze Galilei. Podczas I wojny izraelsko-arabskiej Izraelczycy przeprowadzili Operację Hiram, w trakcie której w dniu 30 października 1948 roku zajęli wioskę Fassuta. W odróżnieniu od wielu innych arabskich wiosek w Galilei, nie wysiedlono jej mieszkańców, dzięki czemu Fassuta zachowała swój pierwotny charakter. W 1965 roku Fassuta otrzymała status samorządu lokalnego. Podczas II wojny libańskiej na miejscowość spadło 61 rakiet wystrzelonych przez organizację terrorystyczną Hezbollah z terytorium południowego Libanu. Po wojnie mieszkańcy skarżyli się, że rząd nie udzielił im wystarczającej pomocy i rekompensat za poniesione szkody.

## Polityka
Siedziba władz samorządowych znajduje się przy ulicy al-Hajar w samym centrum miejscowości.

## Architektura
Miasteczko posiada typową arabską architekturę, charakteryzującą się ciasną zabudową i wąskimi, krętymi uliczkami. Zabudowa powstawała bardzo chaotycznie, bez zachowania jakiegokolwiek wspólnego stylu architektonicznego. Górskie położenie powoduje rozproszenie zabudowy i utrudnia stworzenie jednolitej infrastruktury. Zabudowa jest typowo wiejska.

## Kultura
W miejscowości jest ośrodek kultury oraz biblioteka publiczna.

## Edukacja i nauka
W miejscowości jest jedna szkoła podstawowa, do której w 2010 roku uczęszczało około 450 uczniów. Średnia uczniów w klasie wynosiła 27. Starsze dzieci są dowożone do szkół średnich w okolicy.

## Sport i rekreacja
W południowej części miasteczka jest boisko do piłki nożnej, a w południowo-wschodniej sala sportowa z kompleksem boisk.

## Gospodarka
Podstawą lokalnej gospodarki pozostaje rolnictwo, chociaż coraz większą rolę odgrywają usługi i handel.

## Transport
Wzdłuż południowej granicy miasteczka przebiega droga nr 8925, którą jadąc na zachód dojeżdża się do wioski Abbirim, lub jadąc na wschód dojeżdża się do skrzyżowania z drogą nr 8944. Jadąc tą drogą na południe dojeżdża się do moszawu Elkosz, lub jadąc na północ dojeżdża się do skrzyżowania z drogą nr 899 przy bazie wojskowej Biranit.